# Ferrari F430
Ferrari F430 – supersamochód klasy średniej produkowany przez włoską markę Ferrari w latach 2004–2009.

## Historia i opis modelu

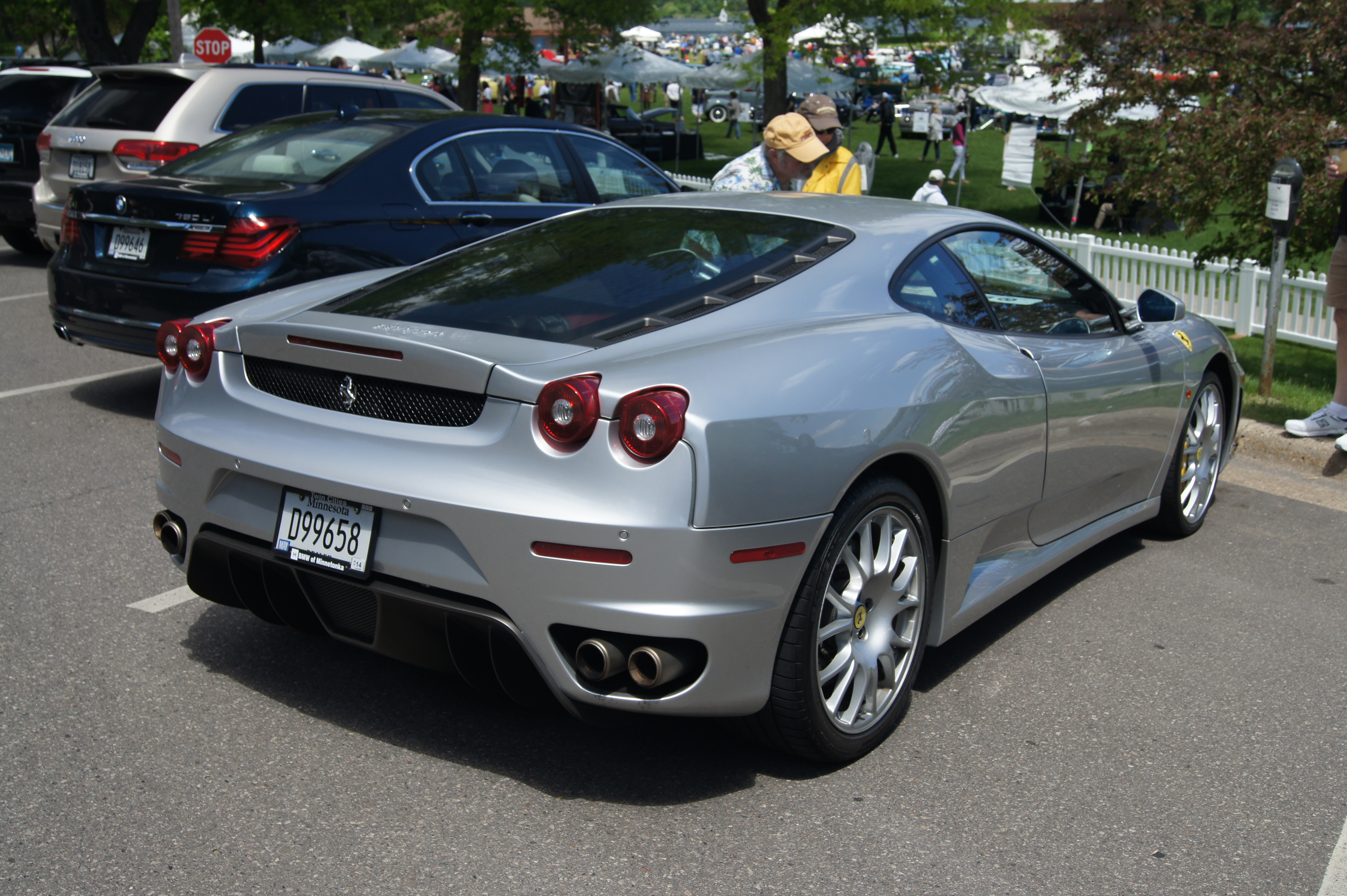
Ferrari F430 – tył

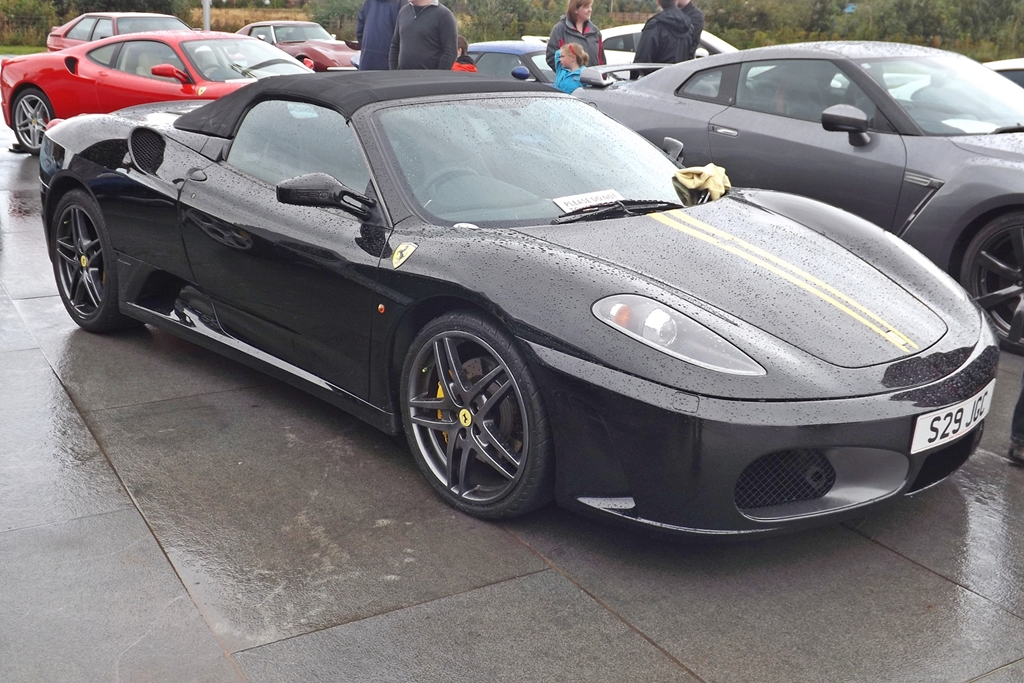
Ferrari F430 Spider

Samochód został zaprezentowany podczas Paris Motor Show w 2004 roku. Podobnie jak jego poprzednik 360 nazwę wziął od pojemności silnika – 4,3 l. Auto oferowane było także w wersji Spider (roadster, 2005–2009) z nieco gorszymi osiągami, sportowej Scuderia (2007–2009) oraz torowej Challenge (2005–2007).

### Dane techniczne
| Ferrari                    | F430                                        | F430 Spider                                 | 430 Scuderia                                | Scuderia Spider 16M                         |
| -------------------------- | ------------------------------------------- | ------------------------------------------- | ------------------------------------------- | ------------------------------------------- |
| Lata produkcji             | 2004–2009                                   | 2005–2009                                   | 2007–2009                                   | 2008–2009                                   |
| Typ Silnika                | Ferrari Dino 90°                            | Ferrari Dino 90°                            | Ferrari Dino 90°                            | Ferrari Dino 90°                            |
| Silnik                     | V8 8-cylindrowy, 40 zaworowy (czterosuwowy) | V8 8-cylindrowy, 40 zaworowy (czterosuwowy) | V8 8-cylindrowy, 40 zaworowy (czterosuwowy) | V8 8-cylindrowy, 40 zaworowy (czterosuwowy) |
| Pojemność skokowa          | 4308 cm³                                    | 4308 cm³                                    | 4308 cm³                                    | 4308 cm³                                    |
| Napęd                      | tylny                                       | tylny                                       | tylny                                       | tylny                                       |
| Moc maksymalna             | 360 kW (490 KM) @ 8500 obr./min             | 360 kW (490 KM) @ 8500 obr./min             | 375 kW (510 KM) @ 8500 obr./min             | 375 kW (510 KM) @ 8500 obr./min             |
| Maksymalny moment obrotowy | (465 Nm) @ 5250 obr./min                    | (465 Nm) @ 5250 obr./min                    | (470 Nm) @ 5250 obr./min                    | (470 Nm) @ 5250 obr./min                    |
| Stopień sprężania          | 11.0:1                                      | 11.0:1                                      | 11.2:1                                      | 11.2:1                                      |
| Układ zaworów              | DOHC, łańcuch, 5 zaworów na cylinder.       | DOHC, łańcuch, 5 zaworów na cylinder.       | DOHC, łańcuch, 5 zaworów na cylinder.       | DOHC, łańcuch, 5 zaworów na cylinder.       |
| Skrzynia biegów            | 6-biegowa manualna 6-biegowa sekwencyjna    | 6-biegowa manualna 6-biegowa sekwencyjna    | 6-biegowa sekwencyjna                       | 6-biegowa sekwencyjna                       |
| Rozstaw osi                | 2600 mm                                     | 2600 mm                                     | 2600 mm                                     | 2600 mm                                     |
| Wymiary D x S x W          | 4512 x 1923 x 1214 mm                       | 4512 x 1923 x 1214 mm                       | 4512 x 1923 x 1214 mm                       | 4512 x 1923 x 1214 mm                       |
| Masa własna                | 1450 kg                                     | 1520 kg                                     | 1350 kg                                     | 1440 kg                                     |
| Przyśpieszenie 0–100 km/h  | 4.0 s                                       | 4.1 s                                       | 3.6 s                                       | 3.7 s                                       |
| Prędkość maksymalna        | 315 km/h                                    | 310 km/h                                    | 320 km/h                                    | 315 km/h                                    |